# Joaquím Humberto Pinzón Güiza
Joaquím Humberto Pinzón Güiza IMC (Berbeo, 3 de julho de 1969) é Vigário Apostólico de Puerto Leguízamo-Solano.
Joaquím Humberto Pinzón Güiza ingressou na Congregação dos Missionários da Consolata, fez a primeira profissão em 6 de janeiro de 1991 e a profissão perpétua em 5 de julho de 1997. Em 7 de agosto de 1999 foi ordenado sacerdote.
Papa Bento XVI nomeou-o em 21 de fevereiro de 2013 Vigário Apostólico de Puerto Leguízamo-Solano e Bispo Titular de Ottocium. O Arcebispo de Tunja, Luis Augusto Castro Quiroga IMC, o consagrou em 20 de abril do mesmo ano; Os co-consagrantes foram o Cardeal Rubén Salazar Gómez, Arcebispo de Bogotá, e Francisco Javier Múnera Correa IMC, Vigário Apostólico de San Vicente.